# Apnéa
Apnéa était un magazine mensuel ayant comme sujet l'apnée (sport) et la chasse sous-marine dont le premier numéro est paru en 1986 et le dernier en 2015. Il présente le matériel, les techniques de chasse, d'apnée, donne des conseils liés à l'ichtyologie.

## Description
En 2010, l'équipe du magazine crée l'Apnéa Show, le premier salon ayant pour thème la chasse sous-marine et l'apnée. En parallèle un nouveau site avec un design plus actuel fera également son apparition.
Le magazine bénéficie d'une refonte complète depuis septembre 2012 inculqué par Kim Boscolo, reporter, photographe et membre d'une équipe d'archéologues, qui a repris la rédaction en chef du mensuel occupé jusqu’à lors par Jean Attard et en a donc redoré brillamment l'image un peu dépassé et cartésienne que certains lecteurs pouvaient commencer à en ressentir.

## Diffusion
Apnéa était diffusé en kiosque jusqu'en août 2015. Le dernier numéro est le 269, et il est daté de juillet-août 2015. 